# 그린피스
그린피스(Greenpeace)는 1970년에 결성된 반핵(反核) 단체로 '해일을 일으키지 말라 위원회'(Don't Make a Wave Committe)를 모태로 하여 1971년 캐나다 밴쿠버 항구에 캐나다와 미국의 반전운동가, 사회사업가, 대학생, 언론인 등 12명의 환경보호운동가들이 모여 결성한 국제적인 환경보호 단체이다. 초기에는 핵실험 반대 운동 중심이었지만, 현재는 유전자조작 콩과 옥수수, 고래 사업 반대 등등의 다양한 운동을 하고 있는 세계 환경단체 중 하나이다.
국제 민간 환경보전단체로서 해안 기름 유출, 핵실험, 방사능폐기물 바다 투기와 같은 자연환경을 위협하는 행위에 비폭력으로 맞서고 있다. 또 고래잡이, 핵무기의 확산, 사냥, 오염, 서식지 파괴 같은 야생생물의 위협 요소에 대해서도 반대하고 있다. 그린피스 회원은 직접적이고 비폭력적인 방법으로 항의하는데, 환경에 해가 되는 행위가 벌어지는 장소로 가서, 폭력을 사용하지 않고 그 행위를 중지시키고자 애쓴다.

## 명칭
원래의 명칭은 핵실험을 하지 말라는 의미의 〈파도를 만들지 마시오〉였으나 이들이 미국의 알래스카주 암치카섬으로 핵실험 반대 시위를 벌이기 위해 출발하여 배 중앙에 그린피스(Greenpeace)라고 쓴 녹색 깃발을 건 것이 계기가 되어 단체 이름이 되었다. 그린피스라는 이름은 창립 멤버 중의 한 명인 빌 다넬이 지구에 대한 관심과 핵실험 반대의 뜻을 담아 녹색의 지구와 평화를 결합해 만든 아이디어였다.

## 역사
그린피스는 1972년 남태평양에서 벌인 프랑스의 핵실험 반대 운동을 통해서 세계적으로 알려지게 되었다. 암치카 섬에서 프랑스와의 첫 번째 승리를 거둔 그린피스는 다음 목표를 남태평양 프랑스령 폴리네시아의 뮈뤼로아 환초에서 벌이는 프랑스의 핵실험 저지로 정했다. 그러나 그린피스 상황은 기금도 바닥난 상황에서 모뤼로아 환초에 보낼 선박도 없었다. 뮈뤼로아 환초까지 행해해줄 사람을 찾는다는 그린피스의 광고에 응답한 이가 후일 그린피스의 국제화와 비폭력 직접행동에 커다란 획을 그은 데이비드 맥타가트(David McTaggart)였다. 캐나다 출신이면서 30대 중반 샌프란시스코 동부의 스키 휴양지인 베어밸리의 개발사업을 맡은 촉망 받는 사업가였던 맥타가트는 1969년 베어밸리가 큰 피해를 입고 직원 1명이 중상을 입은 가스폭발사고를 겪은 뒤 전 재산을 팔아 뉴질랜드로 이주한 사람이었다. 젊은 나이에 반은퇴의 삶을 살며 요트를 즐기던 맥타가트는 '사랑하는 태평양을 방사능으로 오염시키려는 프랑스의 기도'에 분노해 자신의 요트 ‘베가’를 제공하고 선원을 모집했다.
70년대에 핵실험 반대 운동을 벗어나 그린피스가 벌인 첫 활동은 일간지 <밴쿠버 선>의 환경 담당 기자로 암치카 섬 항해에 참여했던 로버트 헌터(Robert Hunter)가 주도한 고래잡이 반대 시위다. 고래잡이 반대 운동을 시작하면서 헌터는 칼럼니스트를 그만두고 본격적으로 환경운동에 투신해 그린피스의 두 번째 회장이 된다. “매스컴이 주목받지 못하면 고래도 주목받지 못한다”라며 언론을 통해 전 세계인을 그린피스의 직접시위에 대한 증인으로 만들자는 게 그의 생각이었다. 그는 그린피스를 움직이는 영상의 힘을 처음으로 인식한 엔지오로 변화시킨 인물이다.
1975년 2만여 명의 환송을 받고 밴쿠버를 출항한 그린피스 1호인 필리스코맥호는 캘리포니아 연안에서 소련의 포경선들을 발견했다. ‘조디악’이라는 이름으로 알려진 고속고무보트를 타고 포경선과 고래 사이를 요리조리 피하며 고래잡이를 방해하자 포경선 선원들은 그린피스 대원들의 바로 머리로 향유고래를 향해 작살을 쏘아댔다. 이때 촬영된 필름은 1976년 국제포경위원회(IWC) 런던회의에서 고래가 어떻게 참혹하게 죽어가는지를 보여줌으로써 세계인들의 공분을 자아냈다. 고래 캠페인은 그린피스의 동지들을 크게 늘렸다. 78년에는 왕실의 지원을 받는 세계야생동물보호기금(WWF) 네덜란드 지부가 그린피스에게 ‘레인보우 워리어’호(Rainbow Warrior) 구입자금을 지원했다. 그린피스의 활동은 가죽을 목적으로 한 바다표범 도살을 막는 데로 확대됐다. 그 결과, 1982년 국제포경위원회는 상업적 포경의 전면적 금지를 가결했고 유럽공동체(EC)는 바다표범 가죽 수입조처를 취했다. 1994년에 국제포경위는 남극고래보호구역을 설정했고, 고래고기를 특별히 좋아하는 일본만이 연구 목적으로 고래잡이를 계속하고 있을 뿐 고래잡이는 사실상 금지됐다. ‘지구의 벗’ 등 여러 환경엔지오들이 오래전부터 고래잡이 반대 운동을 벌여왔지만, 그 공은 거의 그린피스가 독점했다.
프랑스 핵실험 저지와 고래잡이 반대 운동 기간 동안 세계인의 마음에 ‘정신적 폭탄’을 던져준 그린피스 활동에 힘입어 70년대 후반 그린피스란 이름의 단체들이 북아메리카, 유럽, 뉴질랜드, 오스트레일리아 등 20개국 이상에서 조직됐다. 소련 그린피스는 냉전기 처음으로 소련에 결성된 국제 NGO였다. 맥타가트의 유럽 그린피스 조직 건설에는 국제적 환경단체인 ‘지구의 벗’의 영국과 네덜란드 지부, 네덜란드의 세계야생동물보호기금의 도움이 컸다.
현재 그린피스는 세계적인 환경운동 단체라는 위상에 걸맞게 다양한 국제기구 활동과 국제 협약에 관여하고 있다. 유엔환경계획(UNEP), 바르셀로나 협약, 유럽연맹, 멸종 위기에 처한 야생생물종의 국제 교역에 관한 국제 협약(CITES), 국제포경위원회, 런던(해양투기) 협약, 자연과 천연자원 보호를 위한 국제 연맹(IUCNNR), 유독물질의 투기와 처리에 관한 오슬로 및 파리 협약, 남극조약 체제를 위한 회의 등에 당당한 일원으로 참여하고 있다.

## 활동
그린피스의 활동은 여러 차원과 영역에서 이루어진다. 각 활동은 네덜란드 암스테르담에 있는 국제 본부 혹은 적합한 국가 지부에서 활동하는 국제 그린피스 요원이 조정한다. 그린피스 지부가 있는 국가에서의 활동은 해당 국가 지부의 요원이 조직한다. 그린피스는 생물 다양성과 환경에 대한 지구적 위협에 대한 대처에 활동의 초점을 맞추고 있다. 주요 활동 분야는 기후변화 방지, 원시림 보호, 해양 보호, 고래잡이 방지, 유전자조작 반대, 핵위협 저지, 독성물질의 제거 등이고, 핵무기 보호를 위한 미국의 미사일방위계획에도 반대 운동을 벌이고 있고 이라크전을 계기로 반전운동에도 가담하고 있다. 최근 주력하고 있는 운동 가운데는 콩의 원산지인 중국을 유전자조작 콩으로부터 보호하기 위해 세계적인 콩 거래 업체인 번지(Bunge)사에 콩의 중국 수출을 막기 위한  편지를 발송하는 ‘사이버 만리장성’ 사업도 들어있다.

## 조직
그린피스는 역사상 최대의 국제환경회의로 불리는 92년 브라질 리우데자네이루에서 열린 유엔환경개발회의(UNCED) 당시 개도국이나 제3세계 환경단체로부터 그린피스는 선진국 중심적 조직이라는 비판도 받았지만, 회의를 계기로 중남미, 동유럽, 아시아 등으로 조직을 더욱 확대했다. 하지만 전 세계적으로 1천여 명에 달하는 상근활동가 등 거대한 조직을 운영하고, 다양한 활동을 해나가는데 재정적 어려움도 없지 않았다. 특히 많은 지부가 국제본부에 재정적으로 의존해온 것도 어려움을 더하는 요인이었다. 그래서 회원이 수십만 명에 이르는 독일이나, 네덜란드 그린피스 등은 전체의 재정을 꾸려나가는 데 절대적인 역할을 해야 했다. 정치적 독립을 최고 가치 중의 하나로 내세운 그린피스는 정부와 정당, 기업의 돈은 절대 받지 않는다. 이런 재정적 문제를 극복하기 위해 최근 그린피스는 역량이 되지 않는 국가 지부를 폐쇄하고 중미 그린피스, 스칸디나비아 그린피스, 태평양 그린피스 등 지역화 개념을 만들어 조직을 재편하였다. 그린피스는 한국에 사무소를 개소하기 훨씬 이전부터 한국의 환경문제에 관심을 가져왔다. 1993년부터 한국의 원자력 문제에 대한 활동을 시작하여, 1994년부터 4년 동안 관련 캠페인의 활동가 교육을 실시했다. 1994년에는 그린피스가 축적해 온 지식을 공유하고 동아시아 지역 내 환경운동을 확산시키기 위해 서울에서 동아시아 민간단체 워크샵(East Asia NGOs Workshop)을 열기도 했다. 그린피스는 1999년까지 환경운동연합과 함께 원자력발전소 건설과 핵폐기물 저장 반대 등 다양한 활동을 지속했다.
2000년부터는 한반도 주변 바다와 그곳의 풍부한 해양생태계를 보존하기 위한 캠페인을 시작했다. 그린피스는 환경운동연합과 공동으로 고래사냥과 어류 남획 문제의 심각성을 알리는 캠페인을 진행했다. 2005년에는 특히 국제포경위원회(International Whaling Commission, IWC) 회의 일정에 맞춰 고래 포획에 반대하는 캠페인인 '고래 대사관(Whale Embfassy)'을 3개월 동안 벌였고 이를 위해 그린피스 함정 레인보우 워리어(Rainbow Warrior)호의 한국 방문도 있었다.
2009년부터 그린피스는 '참치 살리기' 캠페인(Save the Tuna Campaign)을 벌이고 있다. 그린피스는 이 캠페인을 통해 전 세계 참치 어획량 2위의 한국이 직간접적으로 참치를 멸종 위기에 내몰고 있음을 알리고 있다. 이 캠페인의 연장선 상에서, 2011년 6월 레인보우 워리어 활동가들은 창조적 이미지를 통해 참치에 대한 대중의 인식개선을 도모했다. 그들은 태평양의 참치 서식지가 어떻게 파괴되는지에 관한 애니메이션을 부산에 위치해 있는 한참치회사 건물에 대형으로 투사하여 보여준 것이다.
2011년 6월에는 그린피스의 주력함정인 레인보우 워리어호가 원자력 없는 한국(Nuclear Free Korea Tour)이라는 주제를 가지고 한반도 주변 해상을 항해했다. 그리고 원자력발전소 주변 마을과 발전소 건설 예정지 주변 마을들을 방문해 방사능 위험에 항상 노출되어 살아가고 있는 마을 주민들에게 연대의 마음을 전했다. 레인보우 워리어의 방문은 한국에서의 원자력 캠페인에 소중한 생동력을 불어넣어 주었다.
2015년 10월에는 레인보우 워리어 3호가 한국에 와서 원전의 심각성을 일깨워주는 캠페인을 하고 레인보우 워리어에 입장할 수 있도록 하였다.
레인보우 워리어의 한국 항해는 20년 이상의 항해를 정리하는 마지막 항해였다. 항해 마지막에 레인보우 워리어 2호(Rainbow Warrior II)는 서울사무소에 기념품을 전달했고, 이 기념품은 앞으로 계속해서 서울사무소에 보관되어 전시될 것이다.
현재까지 그린피스는 한국에서 약 5,000여 명의 온라인 서포터들을 조직해 냈다. 2011년 6월 서울사무소를 개소한 이래, 그린피스는 기후 변화와 에너지(Climate & Energy) 그리고 해양(Ocean) 문제를 중심으로 지속적인 캠페인을 펼쳐 나가고 있다.

## 같이 보기
- 지구의 벗